# Menophra scalaria
Menophra scalaria är en fjärilsart som beskrevs av Hugo Theodor Christoph 1893. Menophra scalaria ingår i släktet Menophra och familjen mätare. Inga underarter finns listade i Catalogue of Life.